# Naturbahnrodel-Europameisterschaft

Das Logo der FIL

Bei der Naturbahnrodel-Europameisterschaft werden seit 1970 die Europameister im Naturbahnrodeln in den Disziplinen Einsitzer (Männer und Frauen) sowie Doppelsitzer  ermittelt. Seit 2010 findet auch ein Mannschaftsbewerbstatt (eine Dame, ein Herr, ein Doppelsitzer) statt. Seit der Saison 2019/20 wird der Teambewerb mit einer Dame und einem Herrn ausgetragen. Die Europameisterschaften werden dabei im Gegensatz zur Rennrodel-Europameisterschaft nicht auf der Kunsteisbahn, sondern auf Naturbahnen ausgetragen. Organisiert werden die Rennen von der FIL. Bislang gab es nur Medaillengewinner aus vier verschiedenen Verbänden: Österreich, Italien, Russland (und zuvor der Sowjetunion/GUS) sowie Polen. Bei den Einsitzern der Männer gingen bislang alle vergebenen Medaillen ausschließlich an Starter aus Österreich und Italien. Da die besten Athleten ausschließlich aus Europa kommen, hat der Europameister fast denselben Status wie der Sieger der Naturbahnrodel-Weltmeisterschaft.

## Austragungsorte
| Jahr | Stadt                      | Land           |
| ---- | -------------------------- | -------------- |
| 1970 | Kapfenberg                 | Österreich     |
| 1971 | Vandans                    | Österreich     |
| 1973 | Taisten                    | Italien        |
| 1974 | Niedernsill                | Österreich     |
| 1975 | Feld am See                | Österreich     |
| 1977 | Seis am Schlern            | Italien        |
| 1978 | Aurach bei Kitzbühel       | Österreich     |
| 1979 | Aosta                      | Italien        |
| 1981 | Niedernsill                | Österreich     |
| 1983 | St. Konrad                 | Österreich     |
| 1985 | Szczyrk                    | Polen          |
| 1987 | Jesenice                   | Jugoslawien    |
| 1989 | Garmisch-Partenkirchen     | BR Deutschland |
| 1991 | Völs am Schlern            | Italien        |
| 1993 | Stein an der Enns          | Österreich     |
| 1995 | Kandalakscha               | Russland       |
| 1997 | Moos in Passeier           | Italien        |
| 1999 | Szczyrk                    | Polen          |
| 2002 | Frantschach-Sankt Gertraud | Österreich     |
| 2004 | Hüttau                     | Österreich     |
| 2006 | Umhausen                   | Österreich     |
| 2008 | Olang                      | Italien        |
| 2010 | St. Sebastian              | Österreich     |
| 2012 | Nowouralsk                 | Russland       |
| 2014 | Umhausen                   | Österreich     |
| 2016 | Passeiertal                | Italien        |
| 2018 | Winterleiten               | Österreich     |
| 2020 | Moskau                     | Russland       |

## Reglement
Die Entscheidung in der Naturbahnrodel-Europameisterschaft fällt in den Einsitzern zurzeit anders als bei Kunstbahnrodel-Europameisterschaften in drei Läufen. Bei den Doppelsitzern wird die Europameisterschaft in zwei Läufen entschieden. Im Mannschaftsbewerb absolvieren seit der Saison 2020/21 jeweils ein Einsitzer der Damen und der Herren jeweils einen Durchgang. Bis 1999 wurde die Europameisterschaft mit drei Ausnahmen immer in ungeraden Jahren ausgetragen. Im jetzigen Reglement ist festgeschrieben, dass sie immer in geraden Jahren (also 2018, 2020, 2022) stattfindet. Die Naturbahnrodel-Europameisterschaft zählt nicht zum Weltcup, es werden keine Weltcuppunkte vergeben.